# Albert Arenas i Ovejero
Albert Arenas i Ovejero   (Girona, 11 de desembre de 1996) és un pilot de motociclisme català que va ser campió del món en la categoria de Moto3 el 2020. Actualment competeix al mundial de Moto2 amb l'equip Gresini Racing.

## Carrera internacional

### Moto3
Arenas va debutar al Mundial de Moto3 el 2014 a l'última cursa de la temporada, el Gran Premi de la Comunitat Valenciana, en ser fitxat pel Calvo Team en substitució del lesionat Eric Granado. El 2015 va ser subcampió del món Júnior FIM CEV de Moto3.
La temporada del 2016 va poder córrer per primera vegada tres curses del mundial de Moto3 amb l'Aspar Team, dues com a comodí i una com a substitut del lesionat Jorge Martín. Més tard va entrar a l'equip Peugeot MC Saxoprint com a substitut permanent d'Alexis Masbou.
El 2020 es va proclamar campió del món de Moto3 amb un total de tres victòries i cinc podis, superant a Tony Arbolino i Ai Ogura per 4 punts.

### Aspar Team (2021-2022)
Arenas va entrar a l'equip Aspar de Moto2 la temporada del 2021. Va ser una temporada fluixa en què es va dedicar sobretot a adaptar-se a la moto, aconseguint només 28 punts en 18 curses i acabant vint-i-unè de la classificació general. La temporada del 2022 va ser millor, ja que va acumular 90 punts i va quedar dotzè, essent el seu millor resultat un quart lloc a Rímini.

### Red Bull KTM Ajo (2023)
El 2023 va trobar lloc en un equip de primer nivell, el Red Bull KTM Ajo. Arenas va acabar la temporada catorzè amb 85 punts, essent el seu millor resultat un tercer lloc al Gran Premi de Catalunya, el seu primer podi a la categoria intermèdia. El seu company d'equip Pedro Acosta va guanyar el títol amb un còmode avantatge de 83 punts sobre el subcampió, Tony Arbolino.

### Gresini Racing (2024)
Arenas va entrar al Gresini Racing la temporada del 2024, on tingué de company d'equip Manuel González.

## Resultats al Mundial de motociclisme

### Per temporada
| Temporada | Categoria | Moto       | Equip                 | Curses | Victòries | Podis | Poles | FLaps | Pts | Posició |
| --------- | --------- | ---------- | --------------------- | ------ | --------- | ----- | ----- | ----- | --- | ------- |
| 2014      | Moto3     | KTM        | Calvo Team            | 1      | 0         | 0     | 0     | 0     | 0   | NC      |
| 2016      | Moto3     | Mahindra   | Aspar Team            | 12     | 0         | 0     | 0     | 0     | 2   | 35è     |
| 2016      | Moto3     | Peugeot    | Peugeot MC Saxoprint  | 12     | 0         | 0     | 0     | 0     | 2   | 35è     |
| 2017      | Moto3     | Mahindra   | Aspar Team            | 12     | 0         | 0     | 0     | 0     | 14  | 26è     |
| 2018      | Moto3     | KTM        | Aspar Team            | 17     | 2         | 2     | 0     | 0     | 107 | 9è      |
| 2019      | Moto3     | KTM        | Aspar Team            | 17     | 1         | 3     | 0     | 0     | 108 | 11è     |
| 2020      | Moto3     | KTM        | Aspar Team            | 15     | 3         | 5     | 0     | 1     | 174 | 1r      |
| 2021      | Moto2     | Boscoscuro | Aspar Team            | 18     | 0         | 0     | 0     | 0     | 28  | 21è     |
| 2022      | Moto2     | Kalex      | GasGas Aspar Team     | 20     | 0         | 0     | 0     | 0     | 90  | 12è     |
| 2023      | Moto2     | Kalex      | Red Bull KTM Ajo      | 18     | 0         | 1     | 0     | 0     | 85  | 14è     |
| 2024      | Moto2     | Kalex      | QJmotor Gresini Moto2 | 19     | 0         | 0     | 0     | 0     | 80  | 14è     |
| Total     | Total     | Total      | Total                 | 149    | 6         | 11    | 0     | 1     | 693 |         |

### Per categoria
| Categoria | Temporada             | 1a Cursa                  | 1r Podi               | 1a Victòria           | Curses | Victòries | Podis | Poles | FLaps | Pts | Títols |
| --------- | --------------------- | ------------------------- | --------------------- | --------------------- | ------ | --------- | ----- | ----- | ----- | --- | ------ |
| Moto3     | 2014, 2016–2020       | 2014 Comunitat Valenciana | 2018 França           | 2018 França           | 74     | 6         | 10    | 0     | 1     | 405 | 1      |
| Moto2     | 2021–actualitat       | 2021 Qatar                | 2023 Catalunya        |                       | 76     | 0         | 1     | 0     | 0     | 288 | 0      |
| Total     | 2014, 2016–actualitat | 2014, 2016–actualitat     | 2014, 2016–actualitat | 2014, 2016–actualitat | 149    | 6         | 11    | 0     | 1     | 693 | 1      |

### Curses per any
Barem de puntuació de 1993 ençà:
| Posició | 1  | 2  | 3  | 4  | 5  | 6  | 7 | 8 | 9 | 10 | 11 | 12 | 13 | 14 | 15 |
| Punts   | 25 | 20 | 16 | 13 | 11 | 10 | 9 | 8 | 7 | 6  | 5  | 4  | 3  | 2  | 1  |

(Ids. Grans Premis | Llegenda) (Curses en negreta indiquen pole; curses en  itàlica indiquen volta ràpida)
| Any  | Categoria | Moto       | 1       | 2       | 3       | 4       | 5       | 6       | 7       | 8       | 9       | 10      | 11      | 12      | 13      | 14     | 15      | 16       | 17       | 18     | 19      | 20      | Pos | Pts |
| ---- | --------- | ---------- | ------- | ------- | ------- | ------- | ------- | ------- | ------- | ------- | ------- | ------- | ------- | ------- | ------- | ------ | ------- | -------- | -------- | ------ | ------- | ------- | --- | --- |
| 2014 | Moto3     | KTM        | QAT     | AME     | ARG     | ESP     | FRA     | ITA     | CAT     | NED     | GER     | IND     | CZE     | GBR     | SM      | ARA    | JPN     | AUS      | MAL      | VAL 28 |         |         | NC  | 0   |
| 2016 | Moto3     | Mahindra   | QAT     | ARG     | AME     | ESP 18  | FRA     | ITA     | CAT Ret | NED Ret | GER     |         |         |         |         |        |         |          |          |        |         |         | 35è | 2   |
| 2016 | Moto3     | Peugeot    |         |         |         |         |         |         |         |         |         | AUT 22  | CZE Ret | GBR Ret | SM 19   | ARA 24 | JPN 14  | AUS 16   | MAL Ret  | VAL 24 |         |         | 35è | 2   |
| 2017 | Moto3     | Mahindra   | QAT Ret | ARG 25  | AME 21  | ESP 14  | FRA Ret | ITA Ret | CAT     | NED     | GER     | CZE 12  | AUT Ret | GBR 27  | SM 8    | ARA 27 | JPN DNS | AUS      | MAL      | VAL 23 |         |         | 26è | 14  |
| 2018 | Moto3     | KTM        | QAT DNS | ARG Ret | AME 15  | ESP Ret | FRA 1   | ITA 14  | CAT Ret | NED 14  | GER Ret | CZE 9   | AUT 4   | GBR C   | SM 6    | ARA 7  | THA Ret | JPN Ret  | AUS 1    | MAL 4  | VAL Ret |         | 9è  | 107 |
| 2019 | Moto3     | KTM        | QAT 6   | ARG     | AME     | ESP 5   | FRA 11  | ITA 12  | CAT Ret | NED Ret | GER 21  | CZE Ret | AUT 11  | GBR Ret | SM Ret  | ARA 8  | THA 1   | JPN 2    | AUS 3    | MAL 12 | VAL 20  |         | 11è | 108 |
| 2020 | Moto3     | KTM        | QAT 1   | ESP 1   | ANC Ret | CZE 2   | AUT 1   | STY 5   | SM Ret  | EMI 4   | CAT Ret | FRA 3   | ARA 7   | TER 4   | EUR DSQ | VAL 4  | POR 12  |          |          |        |         |         | 1r  | 174 |
| 2021 | Moto2     | Boscoscuro | QAT 21  | DOH 15  | POR 13  | ESP Ret | FRA 14  | ITA Ret | CAT 12  | GER 8   | NED 12  | STY 15  | AUT Ret | GBR 19  | ARA Ret | SM 22  | AME Ret | EMI 11   | ALR Ret  | VAL 22 |         |         | 21è | 28  |
| 2022 | Moto2     | Kalex      | QAT 13  | INA 10  | ARG 8   | AME 11  | POR Ret | ESP 9   | FRA 19  | ITA 10  | CAT Ret | GER 6   | NED Ret | GBR Ret | AUT 9   | SM 4   | ARA Ret | JPN 8    | THA · 14 | AUS 14 | MAL 13  | VAL 5   | 12è | 90  |
| 2023 | Moto2     | Kalex      | POR 8   | ARG 9   | AME 12  | ESP 8   | FRA DNS | ITA 23  | GER 9   | NED 9   | GBR 14  | AUT Ret | CAT 3   | SM DNS  | IND 14  | JPN 18 | INA 15  | AUS · 14 | THA 7    | MAL 9  | QAT 21  | VAL 10  | 14è | 85  |
| 2024 | Moto2     | Kalex      | QAT 8   | POR 8   | AME 12  | ESP 5   | FRA 9   | CAT 6   | ITA 19  | NED Ret | GER 21  | GBR 8   | AUT 17  | CAT 18  | SM 9    | EMI 17 | INA 14  | JPN 22   | AUS 13   | THA 8  | MAL 12  | SLD DSQ | 14è | 80  |

 Només s'atorgà la meitat dels punts en haver-se completat menys de dos terços de distància de la cursa (però almenys tres voltes completes)